# Forever Your Girl
Forever Your Girl en español Por Siempre tu Chica, es el álbum de estudio debut de la cantante estadounidense Paula Abdul. El álbum fue publicado el 21 de junio de 1988 a través de la discográfica Virgin Records. El álbum fue el gran avance de Abdul en la industria musical después de ser coreógrafo para clientes de alto perfil, incluidos Kate Bush, The California Raisins, George Michael, ZZ Top, Duran Duran y, sobre todo, Janet Jackson.
En el momento de su lanzamiento, el álbum fue el álbum debut más exitoso de todos los tiempos y fue la primera vez que un artista logró que cuatro sencillos de un álbum debut llegaran al número uno en el Billboard Hot 100 de Estados Unidos. Actualmente, cuenta con la certificación 7 veces platino de la RIAA.

## Antecedentes
Aunque era una bailarina y coreógrafa experta, Abdul era una cantante relativamente inexperta y trabajó con varios entrenadores y productores de discos para desarrollar su capacidad vocal, con su rango vocal definido como mezzo-soprano. Ayeroff recordó que años después firmó un contrato discográfico con Abdul y declaró: "Ella dijo: 'Puedo cantar, ya sabes. Quiero hacer un álbum'. Paula está en nuestra industria. Es una chica con personalidad, es hermosa y sabe bailar. Si sabe cantar, podría ser una estrella. Así que entró al estudio y grabó un disco demo y sabía cantar."El álbum se realizó con un presupuesto de 72.000 dólares..

## Lanzamiento y Recepción

Forever Your Girl logró posicionarse entre los álbumes debut más exitosos en la historia de la revista Billboard.

El 7 de octubre de 1989, 64 semanas después de su debut el 23 de julio de 1988 en la lista, Forever Your Girl alcanzó el número uno en la lista de ventas de álbumes Billboard 200, el tiempo más largo que un álbum ha estado en el mercado antes de alcanzar el número uno. El álbum fue finalmente certificado siete veces platino en los Estados Unidos por la RIAA y ha vendido más de 12 millones de copias en todo el mundo.
En 1998, la revista Billboard informó que Forever Your Girl fue el álbum más exitoso lanzado por el sello Virgin Records, con sus cinco éxitos principales en el Billboard Hot 100.

## Sencillos
- «Knocked Out»

Knocked Out es el primer sencillo del álbum debut. Fue la primera canción que consiguió entrar en la lista de Billboard Hot 100, consiguiendo llegar al número 41. Fue lanzado el 4 de mayo de 1988. Fue escrita por Antonio “L.A.” Reid, Kenneth y Daryl Simmons.
- «The Way That You Love Me»

Fue el segundo sencillo del álbum, publicado el 2 de agosto de 1988, fue escrita por Oliver Leiber. La canción se convirtió en el primer sencillo exitoso de álbum, consiguiendo llegar al top 10 de la Billboard, concretamente al número 3, convirtiéndose en el primer top 10 de la artista en Estados Unidos. La canción también consiguió aparecer en listas como el Reino Unido, o las de Australia.
- «Straight Up»

Fue lanzado como sencillo del álbum el 22 de noviembre de 1988. La canción fue escrita por Eliot Wolff, y producida por el mismo. La canción consiguió entrar en el número 74 y al final, se convirtió en el primer número 1, sustituyendo a «When I’m With You» del Cantante Sheriff, además de estacionarse en el número 1 por tres semanas. La canción también consiguió tener fama en otros países como Canadá, Australia, Alemania o Noruega, en el Reino Unido donde consiguió llegar al número 3 en la lista de UK Singles chart, convirtiéndose en el primer top 10 de Paula en dicho país.
- «Forever Your Girl»

El cuarto sencillo del álbum, además de ser la canción que da nombre al álbum. La canción se convirtió en otro éxito, consiguiendo llegar al número 1, donde estuvo por dos semanas, convirtiéndose en el segundo número uno de Paula, también a nivel internacional como el primero. La canción fue escrita por Oliver Leiber al igual que sus anteriores sencillos.
- «Cold Hearted»

Es el quinto sencillo del álbum debut, publicado el 20 de febrero de 1989. "Cold Hearted" está escrita en la tonalidad de sol menor y sigue un tempo de 122 pulsaciones por minuto. La canción sigue una progresión de acordes de sol menor, mi bemol mayor 7 y re menor 7, y la voz de Abdul abarca una octava y media, desde fa 3 hasta si bemol 4.
- «Opposites Attract»

El sexto y último sencillo del álbum publicado en noviembre de 1989.  El tema fue compuesto y producido por Oliver Leiber, el cual dio el título a la canción tras fijarse en una librería.

## Posicionamiento en las listas
| Lista (1988–1990)                       | Posición más alta |
| --------------------------------------- | ----------------- |
| Australia (ARIA)                        | 1                 |
| Países Bajos (Album Top 100)            | 19                |
| Francia (SNEP)                          | 12                |
| Alemania (Offizielle Top 100)           | 24                |
| Japanese Albums (Oricon)                | 94                |
| Nueva Zelanda (Recorded Music NZ)       | 19                |
| Noruega (VG-lista)                      | 17                |
| Suecia (Sverigetopplistan)              | 6                 |
| Suiza (Schweizer Hitparade)             | 15                |
| Reino Unido (UK Albums Chart)           | 3                 |
| Estados Unidos (Billboard 200)          | 1                 |
| Estados Unidos (Top R&B/Hip-Hop Albums) | 10                |

| Chart (1989)                          | Position |
| ------------------------------------- | -------- |
| Canada Top Albums/CDs (RPM)           | 6        |
| Dutch Albums (Album Top 100)          | 72       |
| US Billboard 200                      | 3        |
| US Top R&B/Hip-Hop Albums (Billboard) | 24       |
| Chart (1990)                          | Position |
| Australian Albums (ARIA)              | 20       |
| Canada Top Albums/CDs (RPM)           | 9        |
| European Albums (Music & Media)       | 92       |
| US Billboard 200                      | 6        |
| US Top R&B/Hip-Hop Albums (Billboard) | 79       |

| Chart (1990–1999) | Position |
| ----------------- | -------- |
| US Billboard 200  | 53       |

| Chart                    | Position |
| ------------------------ | -------- |
| US Billboard 200 (Women) | 10       |